# Euprora argentilineella
Euprora argentilineella är en fjärilsart som beskrevs av August Busck 1906. Euprora argentilineella ingår i släktet Euprora och familjen äkta malar. Inga underarter finns listade i Catalogue of Life.